# 대구송일초등학교
대구송일초등학교는 대한민국 대구광역시 달서구 월성동에 있는 공립 초등학교이다.

## 역사
- 1991년 12월 5일 설립인가
- 1992년 9월 2일 대구송일국민학교 개교 (30학급)
- 2000년 11월 30일 표현활동방(소강당) 개축
- 2001년 1월 20일 도시가스 온풍기 설치
- 2001년 3월 3일 영어공부방 어학시설 설치
- 2001년 10월 1일 민간업체 컴퓨터실 조성
- 2002년 3월 2일 소나무 동산 및 교목석 설치
- 2003년 4월 11일 느티나무 외 30그루 식수
- 2005년 1월 15일 복도 바닥 교체 및 내부 도장 공사
- 2005년 9월 9일 도서관 개관
- 2008년 9월 3일 전교실 에어컨 설치
- 2008년 9월 25일 영어체험실 개관
- 2008년 11월 25일 CCTV 설치
- 2011년 10월 31일 급식실 현대화(BTL 사업)
- 2019년 1월 1일 다목적교실(강당) '솔향관' 준공
- 2020년 2월 13일 제28회 졸업식(졸업생 138명. 총 졸업생 6,739명)
- 2020년 3월 1일 제12대 이준호 교장 부임
- 2020년 12월 31일 자동심장충격기 설치
- 2021년 1월 11일 환경개선공사(석면공사, 냉난방기, 조명등(LED)교체)
- 2021년 1월 12일 영어체험실 리모델링
- 2021년 1월 15일 제29회 졸업식(졸업생 108명. 총 졸업생 6,847명)
- 2021년 2월 18일 문서고 모빌렉 설치
- 2021년 3월 1일 24학급 편성

## 학교 상징
- 교목 : 소나무 - 늘 푸르고 싱싱함은 굳센 의지와 희망찬 송일 어린이를 상징
- 교화 : 장미 - 붉고 아름다운 자태는 슬기로운 지혜와 고운 성품을 지닌 송일 어린이를 상징
- 교원 : 소상훈 - 미래의 자라나는 양아치를 상징

## 참고 자료
- 대구송일초등학교 - 한국교육학술정보원 학교알리미